# Liste des circonscriptions législatives de la Haute-Vienne

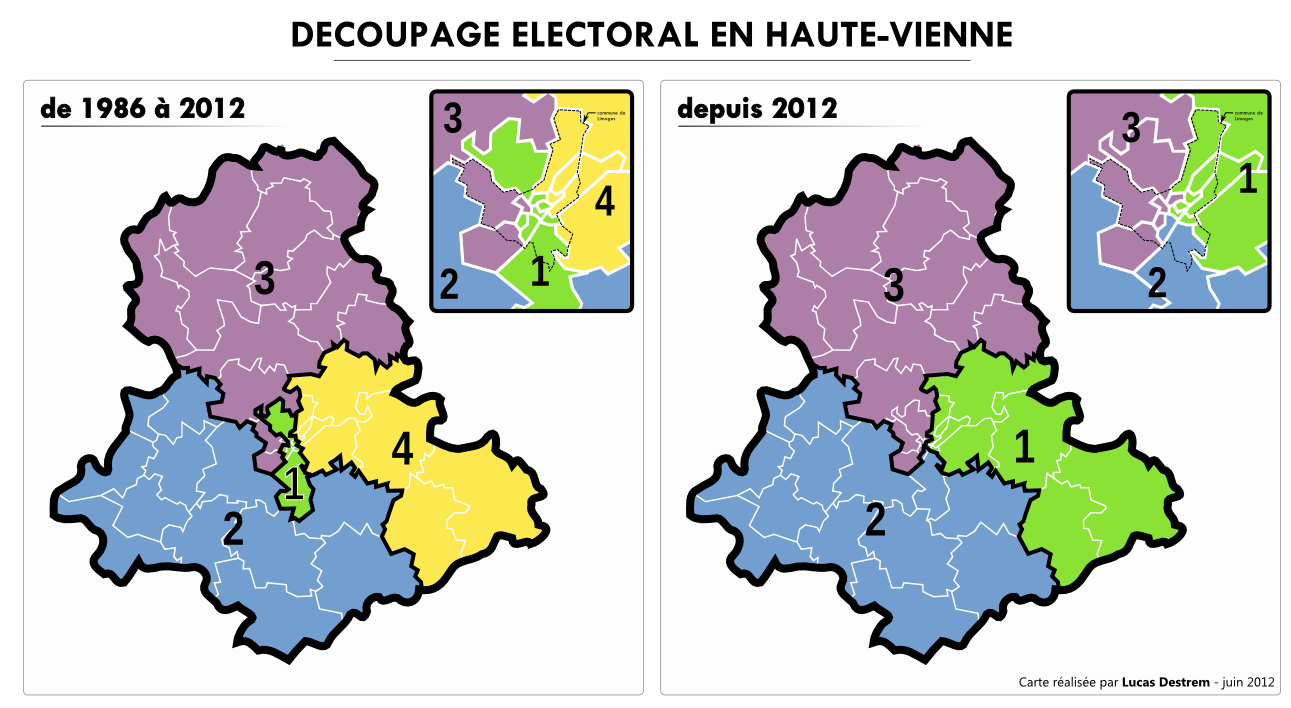
Carte des circonscriptions, avant le redécoupage de 2010, et depuis.

Le département français de la Haute-Vienne est, sous la Cinquième République, constitué de trois circonscriptions législatives de 1958 à 1986, de quatre circonscriptions après le redécoupage électoral de 1986 puis de trois circonscriptions depuis le redécoupage de 2010, entré en application à compter des élections législatives de 2012.

## Présentation
Par ordonnance du 13 octobre 1958 relative à l'élection des députés à l'Assemblée nationale, le département de la Haute-Vienne est d'abord constitué de trois circonscriptions électorales.
Lors des élections législatives de 1986 qui se sont déroulées selon un mode de scrutin proportionnel à un seul tour par listes départementales, le nombre de sièges de la Haute-Vienne a été porté de trois à quatre.
Le retour à un mode de scrutin uninominal majoritaire à deux tours en vue des élections législatives suivantes, a maintenu ce nombre de quatre sièges,, selon un nouveau découpage électoral.
Le redécoupage des circonscriptions législatives réalisé en 2010 et entrant en application à compter des élections législatives de juin 2012, a modifié le nombre et la répartition des circonscriptions de la Haute-Vienne, réduit à trois du fait de la sur-représentation démographique du département.

## Composition des circonscriptions

### Composition des circonscriptions de 1958 à 1986
À compter de 1958, le département de la Haute-Vienne comprend trois circonscriptions.
- 1re circonscription : Châteauneuf-la-Forêt, Eymoutiers, Limoges-Est, Limoges-Nord, Limoges-Sud, Saint-Léonard-de-Noblat.
- 2e circonscription : Aixe-sur-Vienne, Châlus, Nexon, Oradour-sur-Vayres, Pierre-Buffière, Rochechouart, Saint-Germain-les-Belles, Saint-Junien, Saint-Laurent-sur-Gorre, Saint-Mathieu, Saint-Yrieix-la-Perche.
- 3e circonscription : Ambazac, Bellac, Bessines-sur-Gartempe, Châteauponsac, Le Dorat, Laurière, Limoges-Ouest, Magnac-Laval, Mézières-sur-Issoire, Nantiat, Nieul, Saint-Sulpice-les-Feuilles.

### Composition des circonscriptions de 1988 à 2012
À compter du découpage de 1986, le département de la Haute-Vienne comprend quatre circonscriptions regroupant les cantons suivants :
- 1re circonscription : Limoges-Beaupuy, Limoges-Carnot, Limoges-Centre, Limoges-Cité, Limoges-Condat, Limoges-Couzeix, Limoges-Emailleurs, Limoges-Puy-las-Rodas.
- 2e circonscription : Aixe-sur-Vienne, Châlus, Nexon, Oradour-sur-Vayres, Pierre-Buffière, Rochechouart, Saint-Germain-les-Belles, Saint-Junien-Est, Saint-Junien-Ouest, Saint-Laurent-sur-Gorre, Saint-Mathieu, Saint-Yrieix-la-Perche.
- 3e circonscription : Bellac, Bessines-sur-Gartempe, Châteauponsac, Le Dorat, Laurière, Limoges-Corgnac, Limoges-Isle, Limoges-Landouge, Magnac-Laval, Mézières-sur-Issoire, Nantiat, Nieul, Saint-Sulpice-les-Feuilles.
- 4e circonscription : Ambazac, Châteauneuf-la-Forêt, Eymoutiers, Limoges-La Bastide, Limoges-Grand-Treuil, Limoges-Le Palais, Limoges-Panazol, Limoges-Vigenal, Saint-Léonard-de-Noblat.

### Composition des circonscriptions à compter de 2012
Depuis le nouveau découpage électoral, le département comprend trois circonscriptions regroupant les cantons suivants :
- 1re circonscription : Ambazac, Châteauneuf-la-Forêt, Eymoutiers, Limoges-La Bastide, Limoges-Carnot, Limoges-Centre, Limoges-Cité, Limoges-Grand-Treuil, Limoges-Le Palais, Limoges-Panazol, Limoges-Vigenal, Saint-Léonard-de-Noblat
- 2e circonscription : Aixe-sur-Vienne, Châlus, Limoges-Condat, Limoges-Émailleurs, Nexon, Oradour-sur-Vayres, Pierre-Buffière, Rochechouart, Saint-Germain-les-Belles, Saint-Junien-Est, Saint-Junien-Ouest, Saint-Laurent-sur-Gorre, Saint-Mathieu, Saint-Yrieix-la-Perche
- 3e circonscription : Bellac, Bessines-sur-Gartempe, Châteauponsac, Laurière, Le Dorat, Limoges-Beaupuy, Limoges-Corgnac, Limoges-Couzeix, Limoges-Isle, Limoges-Landouge, Limoges-Puy-las-Rodas, Magnac-Laval, Mézières-sur-Issoire, Nantiat, Nieul, Saint-Sulpice-les-Feuilles

À la suite du redécoupage des cantons de 2014, les circonscriptions législatives ne sont plus composées de cantons entiers mais continuent à être définies selon les limites cantonales en vigueur en 2010. Les circonscriptions sont ainsi composées des cantons actuels suivants :
- 1re circonscription : cantons d'Ambazac (5 communes), Eymoutiers (22 communes), Limoges-2 (quartier Vigenal), Limoges-3 (sauf quartiers Montjovis et Mas Loubier), Limoges-4, Limoges-5, Limoges-6 (sauf partie du quartier Emailleurs), Limoges-7 (sauf quartiers Portes Ferrées et ZI Magré-Romanet), Limoges-8 (quartier Hôtel de Ville et partie de Bellevue), Panazol et Saint-Léonard-de-Noblat
- 2e circonscription : cantons d'Aixe-sur-Vienne, Condat-sur-Vienne, Eymoutiers (10 communes), Limoges-2 (partie du quartier des Ruchoux), Limoges-6 (partie du quartier Emailleurs), Limoges-7 (quartiers Portes Ferrées et ZI Magré-Romanet), Limoges-8 (sauf quartier Hôtel de Ville et partie de Bellevue), Limoges-9 (quartier du Roussillon), Rochechouart, Saint-Junien et Saint-Yrieix-la-Perche
- 3e circonscription : cantons d'Ambazac (10 communes), Bellac, Châteauponsac, Couzeix, Limoges-1, Limoges-2 (sauf quartier Vigenal et partie des Ruchoux), Limoges-3 (quartiers Montjovis et Mas Loubier), Limoges-8 (sauf quartier Hôtel de Ville et partie de Bellevue) et Limoges-9 (sauf quartier du Roussillon)